# Isidicola antarctica
Isidicola antarctica is een eenoogkreeftjessoort uit de familie van de Lamippidae. De wetenschappelijke naam van de soort is voor het eerst geldig gepubliceerd in 1914 door Gravier.